# San Mamés (2013)
Estadio San Mamés – stadion w Bilbao, na którym swoje mecze rozgrywa klub piłkarski Athletic Bilbao. Zastąpił stary stadion San Mamés funkcjonujący od 1913 roku.

## Historia
Pierwsze plany budowy nowego stadionu w Bilbao pojawiły się w 2004 roku. Decyzja o budowie nowego stadionu zapadła w roku 2006. W grudniu 2006 rozpoczęto wyburzanie starych targów, znajdujących się wówczas w miejscu nowego stadionu (w tym samym roku Athletic Bilbao przedstawił plany budowy nowego stadionu). Kryzys spowodował, że budowa San Mamés rozpoczęła się w maju 2010 roku. 26 maja 2010 położono kamień węgielny pod budowę Nuevo San Mamés. Głównym projektantem San Mamés był César Azkarate.
Pierwszy mecz na nowym San Mamés miał miejsce 16 września 2013, Athletic Bilbao podejmował wówczas Celtę Vigo. We wrześniu 2013 stadion został wybrany jako jeden z trzynastu, na którym odbędą się mecze Mistrzostw Europy w Piłce Nożnej 2020. W 2016 roku stadion przeszedł renowację, dzięki czemu zwiększyła się jego pojemność.
W 2018 roku na stadionie odbyły się mecze finałowe dwóch najwyższych rangą europejskich rozgrywek klubowych w rugby union – European Rugby Challenge Cup oraz European Rugby Champions Cup.